# Eparchie toljattinská
Eparchie Toljatti je eparchie ruské pravoslavné církve nacházející se v Rusku.

## Území a titul biskupa
Zahrnuje správní hranice území Stavropolského rajónu a městských okruhů Toljatti a Žiguljovsk Samarské oblasti.
Eparchiálnímu biskupovi náleží titul biskup toljattinský a žiguljovský.

## Historie
Eparchie byla zřízena rozhodnutím Svatého synodu 9. července 2019 oddělením území samarské a syzraňské eparchie. Stala se součástí samarské metropole.

## Seznam biskupů
- od 2019 Nestor (Ljuberanskij)